# Poinson-lès-Grancey
Poinson-lès-Grancey é uma comuna francesa na região administrativa de Grande Leste, no departamento de Haute-Marne. Estende-se por uma área de 11,68 km². Em 2010 a comuna tinha 50 habitantes (densidade: 4,3 hab./km²).